# Pont de singe
Ne doit pas être confondu avec Pont de Cordes ou Passerelle himalayenne.

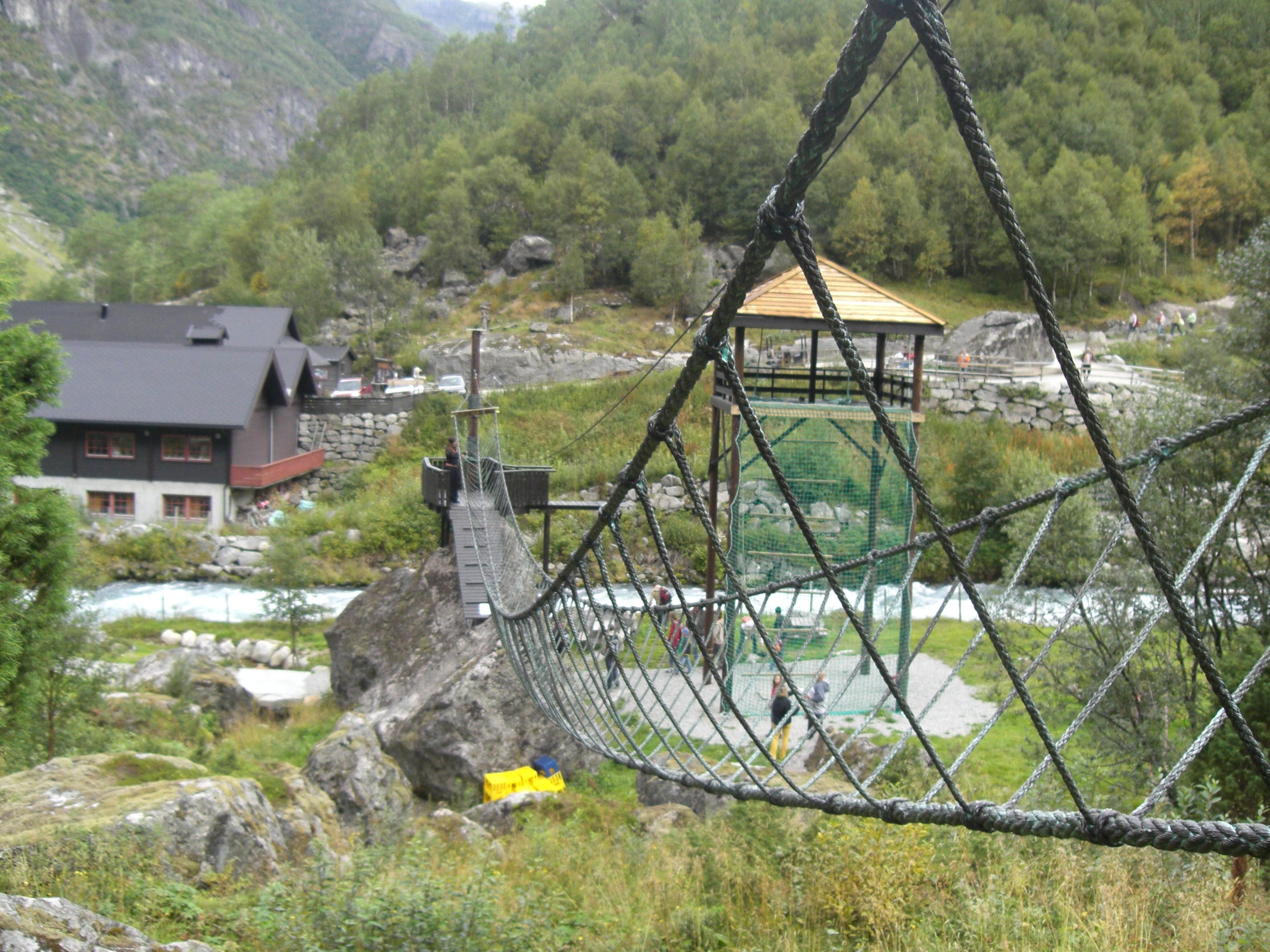
Pont de singe rudimentaire à double balustrade en corde sur un portique de jeu, en Norvège.

Un pont de singe ou pont de corde est un type de pont suspendu construit avec des cordages auxquels peuvent s'adjoindre des éléments en bois ou métalliques. En raison de leur nature, ils ne peuvent être empruntés qu'à pied ou avec des modes de transport légers pour les plus solides (bicyclette, cyclomoteur, etc). Ils constituent un moyen bon marché de franchir des vallées ou des cours d'eau dans les régions pauvres qui n'ont pas les moyens de construire des infrastructures en dur ou bien sur le parcours de sentiers.
Ils se rencontrent aussi dans les jardins d'enfants, certaines attractions (palais du rire et parcs d'attractions), dans les parcours acrobatiques en hauteur, dans certaines via ferrata et dans des jeux télévisés.
Ce type de pont peut être construit de manière provisoire afin de permettre aux travailleurs d'un chantier d'un pont suspendu plus grand de circuler entre les deux pylônes pendant la mise en place des câbles de traction.

## Caractéristiques
Ils doivent leur nom au fait que leur nature souple peut rendre leur traversée délicate, notamment par temps venteux, puisque le piéton ne dispose pas d'appuis stables sur lesquels marcher. Celui-ci doit alors disposer d'une certaine agilité comparable à celle d'un singe pour traverser aisément le pont.
Les plus rudimentaires se composent de deux filins parallèles reliés entre eux par de petites cordes. Celui placé le plus bas sert d'appuis aux pieds tandis que l'autre sert de main courante, le piéton avançant sur le côté. Les plus sophistiqués sont composés d'un tablier de cordes et de traverses ou d'un treillis rigide en bois ou en métal, voire de haubans, le tout encadré par deux balustrades en cordes qui servent de mains courantes et de garde-corps. Certains ponts de singe disposent d'une ligne de vie.
Les cordes peuvent être en fibres naturelles façonnées traditionnellement, de cordes industrielles en fibres synthétiques ou de filins métalliques.
Les cordes qui forment la structure porteuse du pont sont attachées de chaque côté de la rive à des appuis fixes, soit naturels comme des rochers ou des arbres, soit artificiels comme des fondations en béton.
Dans le Meghalaya, un État de l'Inde du Nord-Est, des ponts de singe sont construits au-dessus des rivières avec des racines d'arbre "vivant" tressées, des ponts en racines d'arbre (en).

## Histoire
Les ponts de singe sont la plus ancienne forme de ponts suspendus, à l'origine entièrement en corde. Ils étaient très utilisés dans la civilisation inca qui avait construit un réseau de ce type de pont.

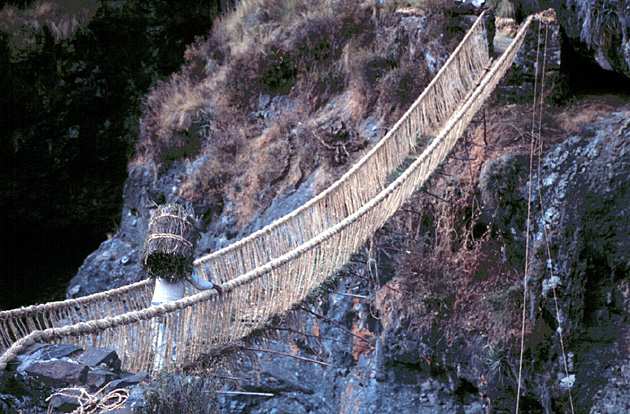
Pont de corde inca.
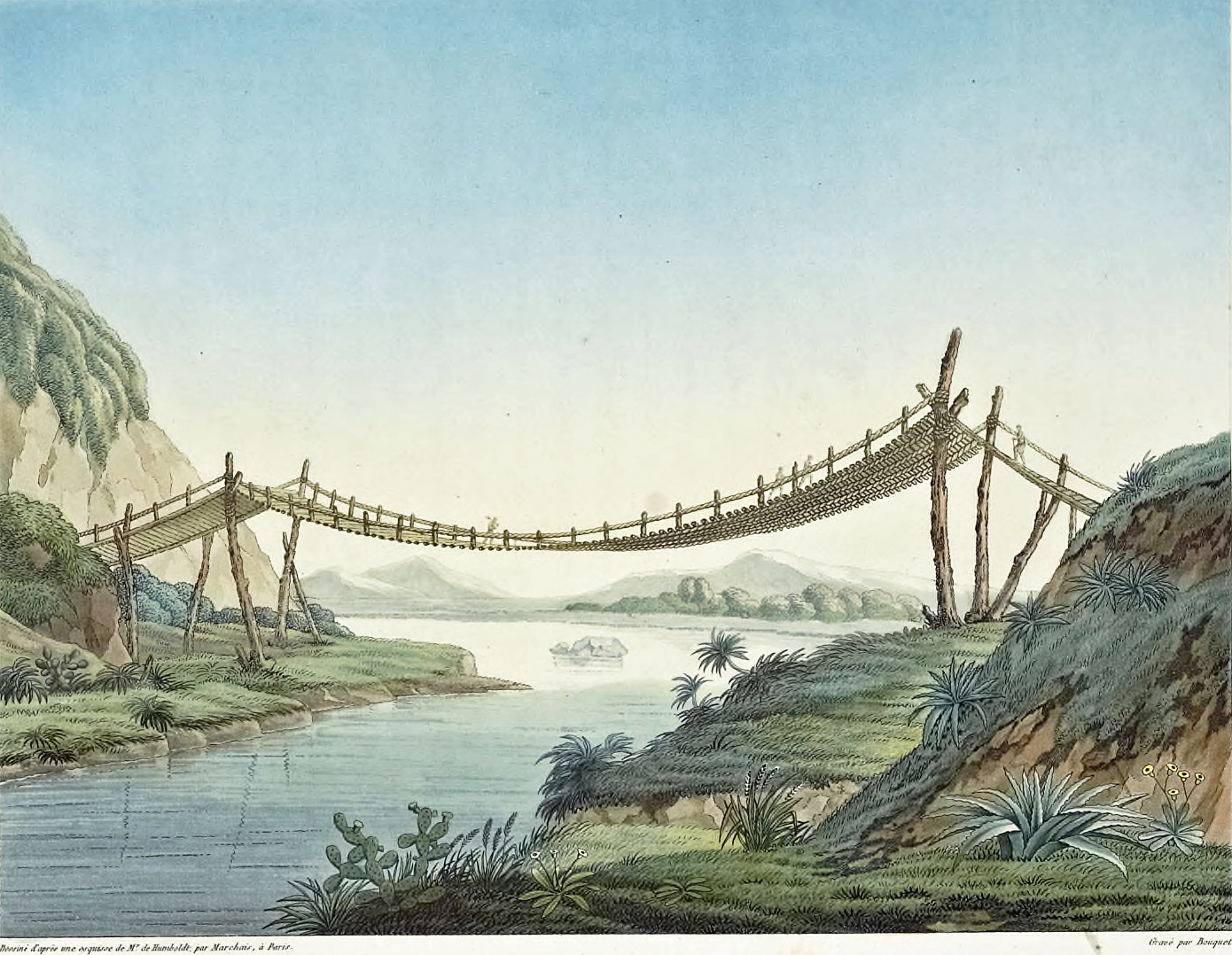
Pont de cordage de Penipe. Alexander von Humboldt (1813),  Vues des Cordillères, et monuments des peuples indigènes de l'Amérique.
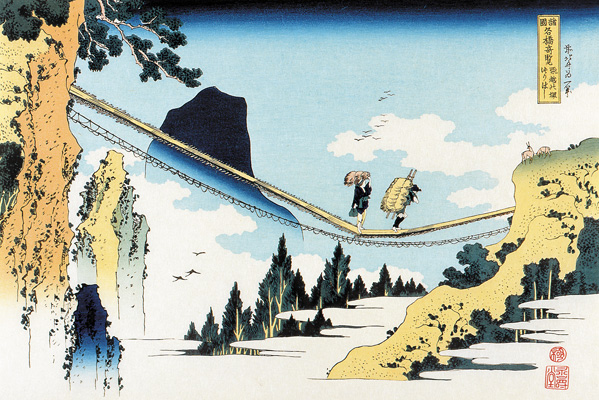
Hokusai, Vues pittoresques de ponts célèbres des diverses provinces, Fermiers traversant un pont suspendu à la frontière des provinces d'Hida et d'Etchu (vers 1834).
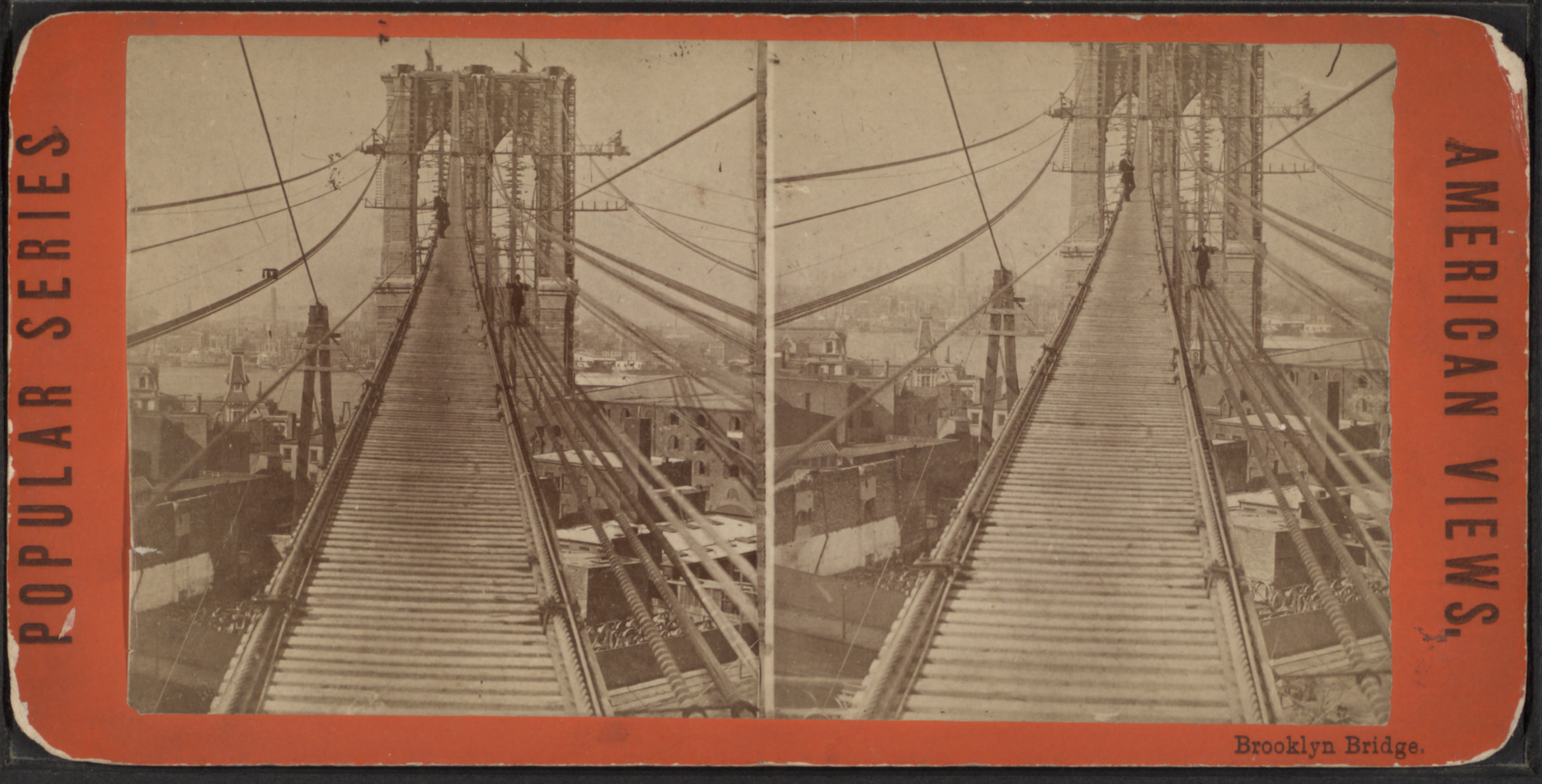
Pont de singe permettant de passer d'un pylône à l'autre pendant la pose des câbles de suspension du pont de Brooklyn.